# 종교적 분리
종교적 분리(religious segregation)는 종교에 따라 사람들을 분리하는 것이다. 이 용어는 사회적 현상으로 발생하는 종교적 차별과 명시적이든 암묵적이든 법률에 따라 발생하는 인종차별의 경우에 적용되었다.
유사한 용어인 종교적 아파르트헤이트(religious apartheid)는 사람들이 사회학적 현상을 포함하여 종교에 따라 분리되는 상황에도 사용되었다.

## 같이 보기
- 아파르트헤이트
- 카스트
- 데브쉬르메
- 딤미법
- 게토
- 짐크로 법
- 멜라
- 밀레트 (오스만 제국)
- 소수 종교
- 뉘른베르크법
- 인종 분리 정책
- 옐로 배지